# Regula Frei-Stolba
Regula Frei-Stolba (geboren am 29. März 1940 in Zürich) ist eine Schweizer Althistorikerin, Epigraphikerin, Numismatikerin und Politikerin.
Regula Frei-Stolba studierte von 1958 bis 1965 Geschichte, Latein und Verfassungsrecht an den Universitäten Zürich und München. In Zürich wurde sie 1965 mit der Arbeit Untersuchungen zu den Wahlen in der römischen Kaiserzeit promoviert. Zugleich machte sie ihr Lehrerexamen für Latein und Geschichte im Kanton Zürich. Von 1965 bis 1980 arbeitete sie als Gymnasiallehrerin in Zürich, Genf und Aarau. Im akademischen Jahr 1978/79 war sie Stipendiatin des Schweizerischen Nationalfonds und wurde im Anschluss 1980 Oberassistentin für Alte Geschichte an der Universität Bern. An der Universität Lausanne lehrte sie von 1981 bis 1992 Lateinische Epigraphik und römische Numismatik, bevor sie 1993 an der Universität mit der Arbeit Leges municipales. Untersuchungen zu den Stadtrechten in historischer Sicht habilitiert wurde.
Von 1994 bis 2005 war sie ausserordentliche Professorin an der Universität Lausanne, unterbrochen von einer Gastprofessur an der Universität Posen im Jahr 1998. Ausserdem war sie von 1993 bis 2003 Privatdozentin an der Universität Bern, an der sie von 1986 bis 2001 auch Dozentin in der Lehrerausbildung für die Sekundarstufe war. Frei-Stolba ist im wissenschaftlichen Beirat des Historischen Lexikons der Schweiz seit 1996 und Redaktionsmitglied der L’Année épigraphique seit 1995.
Schwerpunkte ihrer wissenschaftlichen Arbeit sind die Geschichte der Schweiz in römischer Zeit, Geschichte des römischen Verfassungsrechts, die römische Sozialgeschichte, insbesondere die Stellung der Frau im Römischen Reich, sowie die Herausgabe lateinischer Inschriften aus den nördlichen und nordwestlichen Provinzen.
Neben ihren wissenschaftlichen Tätigkeiten ist Regula Frei-Stolba als Mitglied der Freisinnig-Demokratischen Partei, deren Vizepräsidentin sie war, aktive Politikerin und war von 1979 bis 1988 Mitglied des Kantonsparlament des Kanton Aargau. Ausserdem war sie von 1983 bis 1988 Vorsitzende der Schweizerischen Vereinigung der Freisinnig-Demokratischen Frauen.

## Schriften (Auswahl)
- Untersuchungen zu den Wahlen in der römischen Kaiserzeit. Juris Verlag, Zürich 1967, (Zugleich: Zürich, Universität, Dissertation, 1967).
- Herausgeberin: La politique édilitaire dans les provinces de l’empire romain IIème – IVème siècles après J.-C. Actes du IIe colloque roumano-suisse, Berne, 12–19 septembre 1993. Lang, Bern u. a. 1995, ISBN 3-906755-47-9.
- mit Anne Bielman: Les inscriptions. Textes, traduction et commentaire (= Documents du Musée Romain d’Avenches. 1). Association Pro Aventico u. a., Lausanne 1996, ISBN 2-9700112-0-4.
- Herausgeberin mit Michael A. Speidel: Römische Inschriften – Neufunde, Neulesungen und Neuinterpretationen. Festschrift für Hans Lieb. Zum 65. Geburtstag dargebracht von seinen Freunden und Kollegen (= Arbeiten zur römischen Epigraphik und Altertumskunde. 2). Reinhardt, Basel u. a. 1995, ISBN 3-7245-0893-X.
- Herausgeberin mit Anne Bielman: Femmes et vie publique dans l’antiquité gréco-romaine (= Etudes de Lettres. Revue de la Faculté des Lettres de l'Université de Lausanne. 1998, 1, ISSN 0014-2026). Faculté des lettres de l'Université de Lausanne, Lausanne 1998.
- Herausgeberin: Das Amphitheater Vindonissa Brugg-Windisch. Kanton Aargau (= Schweizerische Kunstführer. 885, Ser. 89). Gesellschaft für Schweizerische Kunstgeschichte, Bern 2011, ISBN 978-3-85782-885-0.